# Nervo plantare laterale
Il nervo plantare laterale o nervo plantare esterno è un nervo misto che innerva la pianta del piede. È un ramo terminale del nervo tibiale, a sua volta continuazione del nervo ischiatico. Secondo la Terminologia Anatomica, per singolo nervo plantare laterale, si distinguono:
- Ramo superficiale, con i seguenti nervi terminali:
  - Nervi digitali plantari comuni;
  - Nervi digitali plantari propri;
- Ramo profondo.

In neurologia assume significato clinico particolarmente rilevante, poiché costituisce insieme al nervo plantare mediale l'unica coppia di nervi motori dei muscoli intrinseci della pianta del piede.

## Origine

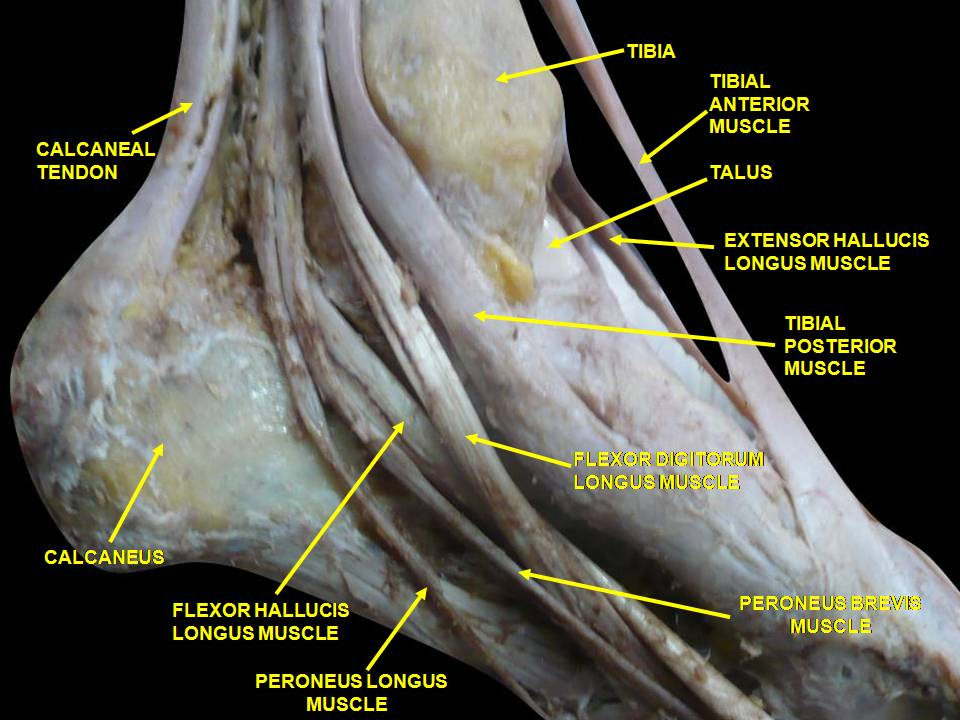
Faccia mediale della caviglia. Si noti la doccia calcaneale, territorio di origine dei rami terminali del nervo tibiale.

Il nervo tibiale, attraversato il tunnel tarsale, a livello della doccia calcaneale (sulla faccia mediale del calcagno) origina i suoi rami terminali:
- nervo plantare mediale;
- nervo plantare laterale.

I rami si distaccano ad angolo acuto e contraggono rapporti con i vasi sanguigni plantari.
Il nervo plantare laterale è il più piccolo e laterale tra i due, e contrae rapporti con l'inserzione prossimale del muscolo adduttore dell'alluce.

## Decorso

### Nella zona tarsica

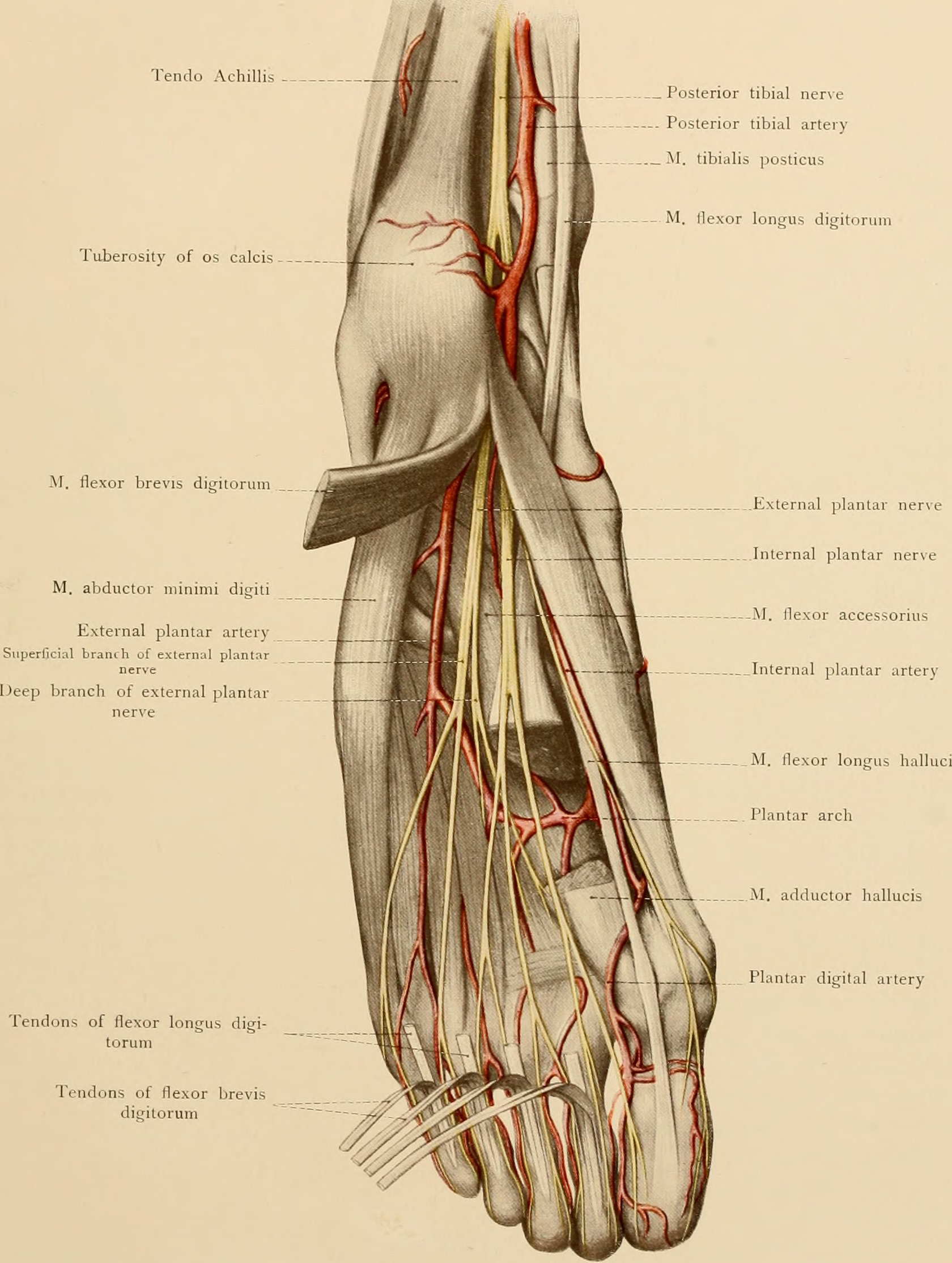
Decorso del nervo plantare laterale nella zona tarsica e metatarsica. Si apprezzi l'incrocio del nervo con l'arteria plantare laterale.

In seguito all'emergenza dalla doccia calcaneale, sulla faccia mediale del calcagno, il nervo si dirige lateralmente. In questa zona cambiano i rapporti del nervo rispetto all'arteria e alla vena plantare laterale: da mediale esso diventa laterale, incrociando la coppia di vasi.
Arrivato all'interlinea tarso-metatarsica, i rapporti cambiano nuovamente: i vasi si dirigono in profondità, rifornendo le zone profonde della pianta del piede mentre il nervo continua il suo decorso laterale, verso il quarto spazio interosseo. In questo tratto il nervo decorre nel connettivo presente tra il muscolo flessore breve delle dita e il muscolo quadrato plantare.

### Nella zona metatarsica
Oltrepassata l'interlinea tarso-metatarsica, il nervo si fa gradualmente profondo e si dirige verso il tubercolo della testa del V osso metatarsale. In seguito passa fra il muscolo flessore breve delle dita e il flessore accessorio e termina fra il flessore breve del mignolo e l'abduttore del mignolo dividendosi nei suoi rami terminali.

## Rami terminali
- Il ramo superficiale si divide in due nervi digitali plantari comuni: quello laterale innervi il versante laterale del quinto dito, il flessore breve del mignolo e i due muscoli interossei del quarto spazio intermetatarsale, quello mediale è collegato al terzo ramo digitale plantare comune del nervo plantare mediale e si divide in due per innervare i lati adiacenti del quarto e quinto dito.
- Il ramo profondo accompagna l'arteria plantare laterale passando in profondità rispetto ai tendini dei flessori e all'adduttore dell'alluce e innerva i muscoli lombricali del secondo al quarto, l'adduttore dell'alluce e tutti gli interossei (ad eccezione di quelli del quarto spazio intermetatarsale).